# Statenplein (Dordrecht)

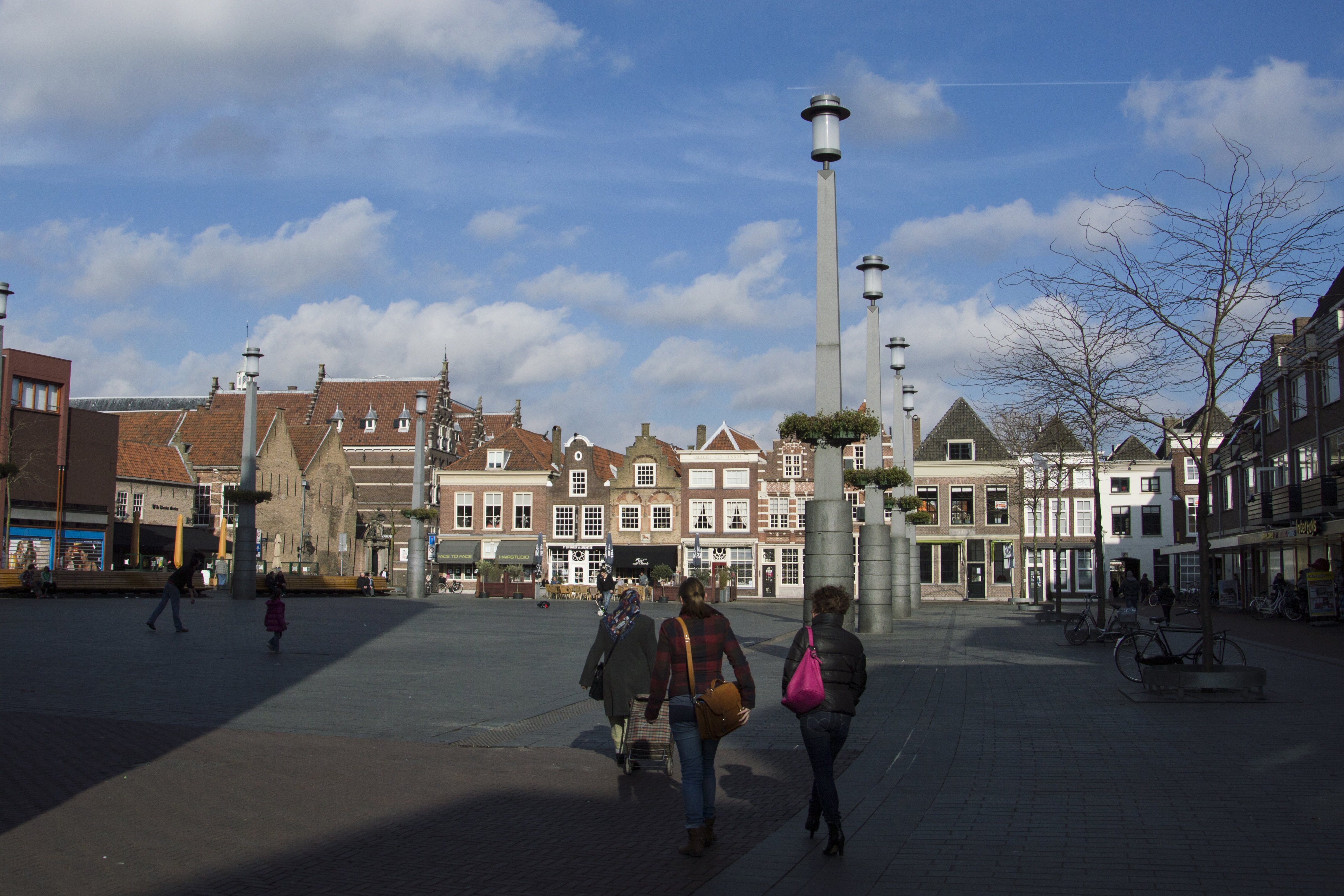
Het Statenplein, gezien vanaf de Sarisgang.

Het Statenplein is een plein in de stad Dordrecht, in de Nederlandse provincie Zuid-Holland. Het is omringd door winkels en horecagelegenheden.

## Achtergrond
Het Statenplein is een relatief nieuw plein. Op 17 januari 1962 nam de gemeenteraad van Dordrecht het besluit om diverse locaties in de binnenstad volledig te slopen en te herontwikkelen. Onder meer het Statenplein werd toen - op de tekentafel - geboren.
Tot 1964 liepen op deze plek verschillende straten, die in fases werden afgebroken. In 1974 werd het plein als zodanig in gebruik genomen. Verscheidene panden in de nabijgelegen Hofstraat en Nieuwstraat tonen historisch, maar hebben voorgevels van voormalige panden die ooit stonden waar het Statenplein zich nu bevindt.
De grootschalige verbouwing kwam de gemeente op kritiek te staan en stedenbouwkundig ging er ook het nodige verkeerd. Plannen om het plein opnieuw vol te bouwen, werden door protesten van de bevolking tegengehouden.
Door de jaren heen veranderde het Statenplein enkele keren van uiterlijk. De kermis werd er weleens gehouden, er stonden (voor nog geen twintig jaar) kioskjes verspreid en er vonden jarenlange opgravingen plaats. Een deel van de opgegraven objecten uit de 12e en 13e eeuw worden tentoongesteld in het museum gelegen aan het Hof. De naam van het Statenplein verwijst naar het Hof, waarvan de geschiedenis verbonden is met de Staten van Holland.
Op 3 maart 1997 startte de herinrichting van het plein met een opgraving. Er werd tot op een diepte van zes meter gegraven.
Aan het begin van de 21e eeuw werd de meest recente stadsvernieuwing voltooid. Rond diezelfde periode verhuisde de vrijdag- en zaterdagmarkt, die oorspronkelijk op het Scheffersplein en de Grote Markt stond, naar het Statenplein en de aangrenzende Sarisgang.
Op het huidige Statenplein bevindt zich een fontein, die in de zomermaanden bij genoeg warmte en water aan staat, mits er geen markt wordt gehouden. Ter ere van de Dordtse pride wordt het tijdelijk voorzien van roze water. Verder is de fontein in de zomermaanden een populaire speelplek.